# 허이토시 베르털런
허이토시 베르털런(헝가리어: Hajtós Bertalan, 1965년 9월 28일~)은 헝가리의 유도 선수이다. 1992년 하계 올림픽 남자 라이트급 부문 은메달을 획득했다. 또한 1993년 세계 선수권 대회에서 준우승을 차지했으며, 유럽 유도 선수권 대회에서 금메달과 은메달, 동메달을 2개씩 획득했다.